# Umbra et Imago
Umbra et Imago(lt: Cień i Obraz) to niemiecki zespół gothic metal i Neue Deutsche Härte  powstały jesienią 1991 roku w Karlsruhe. W początkowym składzie zespołu znalazł się Mozart (Manuel Munz), Michael Gillian, Nail and Torsten B. Z wyjątkiem Mozarta wszyscy pozostali założyciele opuścili projekt mimo to cały czas mają wpływ na muzykę Umbra et Imago.

## Historia
Początki Umbra et Imago sięgają roku 1991, kiedy to zespół został stworzony jako projekt poboczny grupy The Electric Avantgarde. Przez kolejny rok oba zespoły współistniały niezależnie. W międzyczasie planowano abyThe Electric Avantgarde zmieniła swój styl grania na death metal, ale szybko ten pomysł zarzucono. Zespół się rozwiązał, a po pewnym czasie powrócił pod nazwą Dracul. Umbra et Imago w międzyczasie stał się więc głównym projektem Mozarta.
W roku 1992 Umbra et Imago rozpoczęła swe pierwsze występy na żywo, bardzo ważną rolę grały w nich efekty wizualne. Mimo że styl zespołu był zdominowany elektroniką często pojawiali się gościnnie inni muzycy jak np. Peter Heppner z Wolfsheim. Zespół szybko zyskał opinię bardzo ekscentrycznego i stał się znany ze swoich nietuzinkowych koncertów. Odbiór Umbra et Imago spolaryzował krytyków, trafiały się też bardzo krytyczne publikacje. Mimo tego w tym roku zespół wydał album Träume, Sex und Tod a rok później Infantile Spiele .
Ponieważ długość utworów często przekraczała 10 minut, przez co nie były zbyt odpowiednie do odtwarzania w dyskotekach i nie trafiały do setów DJ-ów. Z tego względu zespół stworzył remiks utworu Erotica nazywając go ZöllerMussEsSpielen Mix (niem. ZöllerMusiToZagrać Mix), odnoszący się do Michaela Zöllera, DJ-a z dyskoteki Bochum's Zwischenfall. Niezależnie jednak od długości, utwór Gothic Erotic z wydanego w 1993 roku albumu Infantile Spiele pozostaje najbardziej znaną kompozycją zespołu.
W roku 1995 zespół opuścili Michael Gillian i Torsten B., a niedługo później również Nail. Zastąpili ich Lutz Demmler oraz Alex Perin. Wraz ze zmianami w składzie zmienił się styl tworzonej muzki. Większą rolę zaczęły pełnić gitary, wzbogacona została też o elementy hard rocka (album Gedanken eines Vampirs). Ewolucja twórczości zespołu trwała do roku 1996, czego efektem było powstanie albumu Mystica Sexualis, który jest już zdecydowanie w stylistyce gothic metal. Podczas koncertów na żywo zespół zaczął wprowadzać performerów fetyszowych na scenie, budując swój obecny koncept sceniczny. W roku 1997 wydano maxi singiel Kein Gott und keine Liebe zawierający dużą ilość elementów stylistycznych Neue Deutsche Härte, po którym Umbra et Imago zaczął być przyrównywany do zespołów takich jak Rammstein. W roku 2003, grupę opuścił gitarzysta Freddy Stürze powracając jednakże ponownie do zespołu w roku 2011.
Występy zespołu na żywo są bardzo rozbudowanymi show, zawierającymi akty BDSM i elementy pirotechniczne.
Zespół gościł w Polsce podczas festiwalu Castle Party w Bolkowie w 2003 oraz 2011 roku.

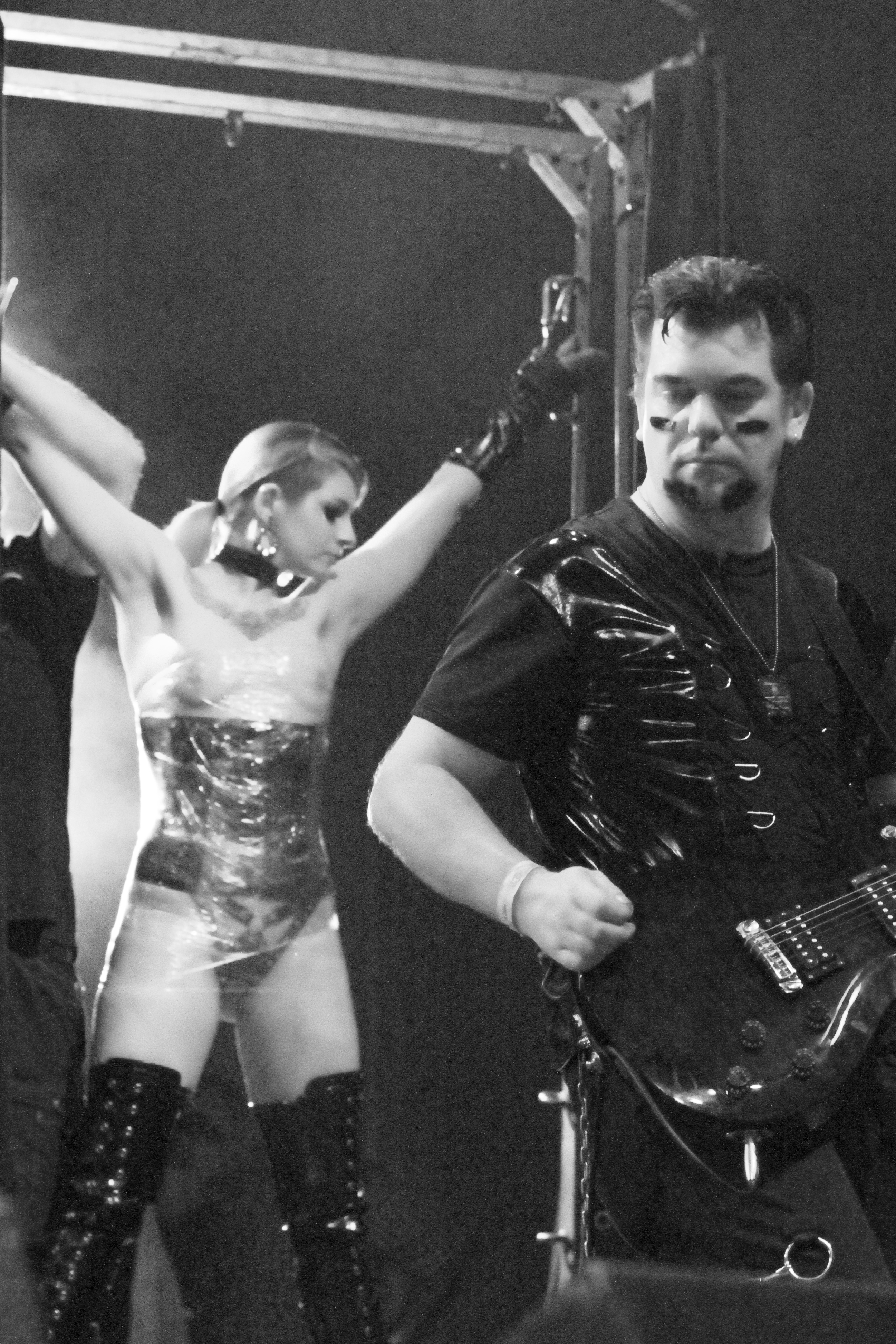
Kadr z występu na Wave-Gotik-Treffen w 2014 r.

## Skład

### Obecni członkowie
- Mozart (śpiew)
- Sascha Danneberger (gitara)
- Freddy Stürze (gitara)

### Byli członkowie
- Kris (śpiew)
- Jochen Ritter (perkusja)
- Chris Tin (sampler)
- Torsten B. (bas)
- Matze B. (instrumenty klawiszowe)
- Michael Gillian (instrumenty klawiszowe)
- Achim Vogel (instrumenty klawiszowe)
- Alex Perin (gitara)
- Andi Lehnert (gitara)
- Nail (gitara)
- Lutz Demmler (bas)

## Diskografia

### Taśmy demo
- 1992: Nachtfahrt der Seele (limitowana do 100 sztuk taśma demo)

### Albumy
- 1992: Träume, Sex und Tod
- 1993: Infantile Spiele
- 1995: Gedanken eines Vampirs
- 1996: Mystica sexualis
- 1998: Machina Mundi
- 1999: "The hard years"
- 2000: Mea culpa
- 2001: Dunkle Energie
- 2004: The Early Years
- 2004: Memento mori
- 2004: Gedanken eines Vampirs (Re-Release)
- 2004: "Mystica Sexualis" (Re-Release)
- 2005: Motus animi
- 2010: Opus magnus
- 2015: Die Unsterblichen

### Single i EPki
- 1994: Remember Dito
- 1996: Sex statt Krieg
- 1997: Kein Gott und keine Liebe
- 1999: Weinst du? (featuring Tanzwut)
- 2001: Feuer und Licht (featuring Tanzwut)
- 2004: Sweet Gwendoline
- 2007: Gott will es
- 2010: Ohne dich (wersja limitowana 333 sztuki)
- 2011: Davon geht die Welt nicht unter (wersja limitowana 222 sztuki)

### Live i DVD
- 1997: The Hard Years
- 2002: Die Welt brennt
- 2004: Memento mori
- 2005: Motus animi
- 2006: Imago picta
- 2008: Past Bizarre 1993-1997
- 2011: 20

### Winyle
- 2012: "The Final Last Dream" (wersja limitowana 99 sztuk)